# Contea di Montgomery (Indiana)
La contea di Montgomery (in inglese Montgomery County) è una contea dello Stato dell'Indiana, negli Stati Uniti. La popolazione al censimento del 2000 era di 37 629 abitanti. Il capoluogo di contea è Crawfordsville.